# Incio
Incio (en gallego y oficialmente, O Incio) es un municipio español perteneciente a la provincia de Lugo, en Galicia. Está situado en la parte meridional de la comarca de Sarria. A mediados del siglo XIX se denominaba Rendar. Su capital es la localidad de A Cruz do Incio.

## Geografía
Está situado en una zona de transición entre el valle de Lemos y la sierra del Courel. Limita con los municipios de Sarria y Samos al norte, Bóveda y Puebla del Brollón al sur, Samos al este, y Paradela y Bóveda al oeste.
| Noroeste: Paradela | Norte: Sarria           | Nordeste: Samos |
| Oeste: Bóveda      |                         | Este: Samos     |
| Suroeste: Bóveda   | Sur: Puebla del Brollón | Sureste: Samos  |

## Geografía humana

### Organización territorial
El municipio está formado por ciento ochenta y siete entidades de población distribuidas en veintiocho parroquias:
- Bardaos (San Juan)[7]
- Castelo[7] (Santo Tomé)[4]
- Cervela[7] (San Cristobo)[4]
- Cubela[7] (San Pedro)[4]
- Eirexalba (San Estebo)[4]
- Foilebar (Santa María)
- Goó (Santa María)
- Hospital[7] (San Pedro Fiz)[4][8]
- Incio (Santa Cruz)[7]
- Layosa[7]
- Mao (El Salvador)[7]
- Noceda (San Xoán)
- Pacios (Santa María)
- Reboiro (Santa María)
- Rendar (Santa María)
- Rubián de Cima (San Vicente)[8]
- San Julián de Bardaos[7]
- San Pedro de Incio[7]
- San Román de Mao[7]
- Santa María de Mao[7]
- Santa Marina de Incio[7]
- Sirgueiros (San Xoán)
- Toldaos (Santiago)
- Trascastro (Santa Eulalia)[8]
- Vila de Mouros (San Miguel)
- Vilasouto (San Mamede)
- Villarjuán[7]
- Viso[7] (Santa Cristina)[4]

### Demografía
Cuenta con una población de 1508 habitantes (INE 2024).
| Gráfica de evolución demográfica de O Incio entre 1842 y 2021 |
| |
| Población de derecho según los censos de población del INE Población de hecho según los censos de población del INEEn estos censos se denominaba Rendar: 1842, 1857 y 1860 En estos censos se denominaba Incio: 1877, 1887, 1897, 1900, 1910, 1920, 1930, 1940, 1950, 1960, 1970 y 1981 |

La población se encuentra muy diseminada. Las localidades más pobladas son la capitalidad municipal, A Cruz do Incio (211 hab.), y Laiosa (89 hab.).

## Administración y política
| Resultados de las elecciones municipales en O Incio |      |      |      |      |      |      |      |      |      |      |      |
| Partido                                             | 1979 | 1983 | 1987 | 1991 | 1995 | 1999 | 2003 | 2007 | 2011 | 2015 | 2019 |
| CD / CP / AP / PPdeG                                | 2    | 3    | 5    | 7    | 9    | 8    | 8    | 6    | 5    | 3    | 5    |
| PSdeG-PSOE                                          | 2    | 4    | 3    | 1    | 1    | 1    | 1    | 2    | 3    | 5    | 4    |
| BN-PG / BNG                                         | 1    |      |      | 2    | 1    | 2    | 2    | 3    | 2    | 1    |      |
| UCD / CDS / CDL                                     | 6    |      | 1    |      |      |      |      |      | 1    |      |      |
| CNG                                                 |      |      |      | 1    |      |      |      |      |      |      |      |
| Independientes                                      |      | 4    | 2    |      |      |      |      |      |      |      |      |
| Total                                               | 11   | 11   | 11   | 11   | 11   | 11   | 11   | 11   | 11   | 9    | 9    |

### Alcaldes
| Periodo   | Nombre                        | Partido    |
| --------- | ----------------------------- | ---------- |
| 1979-1983 | Hilario Fernández Cortiñas    | UCD        |
| 1983-1987 | José García Díaz              | PSdeG-PSOE |
| 1987-1991 | Ángel Camino Copa             | AP         |
| 1991-1995 | Ángel Camino Copa             | PPdeG      |
| 1995-1999 | Ángel Camino Copa             | PPdeG      |
| 1999-2003 | Ángel Camino Copa             | PPdeG      |
| 2003-2007 | Ángel Camino Copa             | PPdeG      |
| 2007-2011 | Ángel Camino Copa             | PPdeG      |
| 2011-2015 | Laura Celeiro García          | PSdeG-PSOE |
| 2015-2019 | Laura Celeiro García          | PSdeG-PSOE |
| 2019-2023 | Héctor Manuel Corujo González | PPdeG      |
| 2023-act. | Héctor Manuel Corujo González | PPdeG      |

### Evolución de la deuda viva
El concepto de deuda viva contempla sólo las deudas con cajas y bancos relativas a créditos financieros, valores de renta fija y préstamos o créditos transferidos a terceros, excluyéndose, por tanto, la deuda comercial.
| Gráfica de evolución de la deuda viva del ayuntamiento entre 2008 y 2014                             |
| |
| Deuda viva del ayuntamiento en miles de Euros según datos del Ministerio de Hacienda y Ad. Públicas. |

La deuda viva municipal por habitante en 2014 ascendía a 97,38 €.

## Particularidades
Uno de sus productos más tradicionalmente conocidos y utilizados desde tiempos de los Romanos, ha sido su famoso mármol, conocido como mármol del Incio. Se trata de un material muy poroso, de color gris y veteado en diversas tonalidades.
Con este material están construidos los muros del conjunto románico de O Hospital, sito en la carretera LU-642 que une la capitalidad municipal, A Cruz do Incio, con Ferrería, además de numerosas esculturas y elementos arquitectónicos que ornamentaban la ciudad romana de Lucus Augusti.
Cabe destacar también sus aguas ferruginosas con propiedades medicinales que en su día dieron vida al Hotel Balneario de Ferrería, actualmente en reformas.
Además, el embalse de Vilasouto ofrece al visitante un paisaje fabuloso.
Las diversas rutas presentes en el ayuntamiento de Incio son ideales para recorrerlo, conocer su historia, su cultura y su riqueza natural.

## Patrimonio románico
En el municipio de Incio, se conservan ocho monumentos románicos:
- Iglesia de San Xulián de Bardaos.
- Iglesia de Santa María de Goó.
- Iglesia de San Pedro Fiz do Hospital (Monumento nacional).
- Iglesia de San Salvador de O Mao.
- Iglesia de San Vicente de Rubián de Cima.
- Iglesia de San Miguel de Vila de Mouros.
- Iglesia de San Mamede de Vilasouto.
- Iglesia de Santa María de Mao.

En este último templo se encuentra el Sepulcro de San Eufrasio, uno de los siete santos varones
apostólicos y primer Obispo de Andújar.

## Festividades
- San Sebastián, el segundo domingo de julio, en Goó.
- Santa Cruz, el 3 de agosto, en Vilasouto.
- Virgen de los Remedios, el 8 de agosto, en Laiosa.
- Virgen de la Presentación, el segundo sábado de agosto, en Eirexalba.

## Deporte
El municipio cuenta con un equipo de fútbol, el O Incio Terra Brava Club de Fútbol, fundado en 2015 y que juega en la Segunda Galicia.